# إقبال حسين
إقبال حسين (6 يونيو 1993 بسنغافورة - ) هو لاعب كرة قدم سنغافوري في مركز الهجوم. شارك مع منتخب سنغافورة تحت 23 سنة لكرة القدم ومنتخب سنغافورة لكرة القدم. أما مع النوادي، فقد لعب مع ليونز تويلف وهاوجانج يونايتد ويانج لايونز ونادي غومباك يونايتد.

## وصلات خارجية
- إقبال حسين على موقع قاعدة بيانات كرة القدم.إي يو (الإنجليزية)
- إقبال حسين على موقع ناشيونال فوتبول تيمز (الإنجليزية)
- إقبال حسين على موقع Soccerway.com (الإنجليزية)
- إقبال حسين على موقع عالم كرة القدم.نت (الإنجليزية)
- إقبال حسين على موقع GSA (الإنجليزية)